# Tadzjikistan i olympiska sommarspelen 2008
Tadzjikistan i olympiska sommarspelen 2008 bestod av 15 idrottare som blivit uttagna av Tadzjikistans olympiska kommitté. De deltog i 16 tävlingar i åtta sporter.

## Medaljörer
| Medalj | Namn              | Sport     | Gren                          |
| ------ | ----------------- | --------- | ----------------------------- |
| Silver | Jusup Abdusalomov | Brottning | Herrarnas mellanvikt, fristil |
| Brons  | Rasul Boqiev      | Judo      | Herrarnas lättvikt            |

## Boxning
- Huvudartikel: Boxning vid olympiska sommarspelen 2008

| Sherali Dostiev  | Lätt flugvikt | Hernandez (CUB) L 12-1 | Gick inte vidare            | Gick inte vidare      | Gick inte vidare | Gick inte vidare |                  |                  |
| Anvar Yunusov    | Flugvikt      | Chauke (RSA) W 9-1     | Vieria (BRA) W 12-6         | Jongjohor (THA) L 1-8 | Gick inte vidare | Gick inte vidare | Gick inte vidare | Gick inte vidare |
| Djakhon Kurbanov | Lätt tungvikt | Atoev (UZB) W 11-3     | Sivolija-Jelica (CRO) W 8-1 | Shynaliyev (KAZ) DSQ  | Gick inte vidare | Gick inte vidare |                  |                  |

## Brottning
- Huvudartikel: Brottning vid olympiska sommarspelen 2008

| Tävlande          | Gren                | Kvalifikation        | 1/8 Final            | Kvartsfinal          | Semifinal            | Återkval 1           | Återkval 2           | Final                              | Placering |
| Tävlande          | Gren                | Motståndare Resultat | Motståndare Resultat | Motståndare Resultat | Motståndare Resultat | Motståndare Resultat | Motståndare Resultat | Motståndare Resultat               | Placering |
| ----------------- | ------------------- | -------------------- | -------------------- | -------------------- | -------------------- | -------------------- | -------------------- | ---------------------------------- | --------- |
| Vitalij Korjakin  | Fristil, fjädervikt |                      | Yumoto (JPN) L 3-6   | GIck inte vidare     | GIck inte vidare     | GIck inte vidare     | GIck inte vidare     | GIck inte vidare                   |           |
| Jusup Abdusalomov | Fristil, mellanvikt |                      | Kumar (AUS) W 8-0    | Danko (UKR) W 7-0    | Balci (TUR) W 4-0    |                      |                      | Mindorashvili (GEO) · L 3-9 Silver |           |

## Bågskytte
- Huvudartikel: Bågskytte vid olympiska sommarspelen 2008
- Damer

| Namn                 | Gren         | Rankingrunda | Rankingrunda | 32-delsfinal                   | 16-delsfinal     | 8-delsfinal      | Kvartsfinal      | Semifinal        | Final            | Final            |
| Namn                 | Gren         | Poäng        | Seed         | Resultat                       | Resultat         | Resultat         | Resultat         | Resultat         | Resultat         | Plats            |
| -------------------- | ------------ | ------------ | ------------ | ------------------------------ | ---------------- | ---------------- | ---------------- | ---------------- | ---------------- | ---------------- |
| Albina Kamaletdinova | Individuellt | 547          | 63           | Yun Ok-Hee (KOR) (2) L 102-109 | Gick inte vidare | Gick inte vidare | Gick inte vidare | Gick inte vidare | Gick inte vidare | Gick inte vidare |

## Friidrott
- Huvudartikel: Friidrott vid olympiska sommarspelen 2008

Förkortningar
- Noteringar – Placeringarna avser endast löparens eget heat
- Q = Kvalificerad till nästa omgång
- q = Kvalificerade sig till nästa omgång som den snabbaste idrottaren eller, i fältgrenarna, via placering utan att uppnå kvalgränsen.
- NR = Nationellt rekord
- N/A = Omgången ingick inte i grenen
- Bye = Idrottaren behövde inte delta i denna omgång

Herrar
Fältgrenar
| Idrottare       | Gren          | Kval    | Kval      | Final   | Final     |
| Idrottare       | Gren          | Distans | Placering | Distans | Placering |
| --------------- | ------------- | ------- | --------- | ------- | --------- |
| Dilshod Nazarov | Släggkastning | 75.35   | 12 q      | 76.54   | 11        |

Damer
Fältgrenar
| Idrottare       | Gren          | Kval  | Kval      | Final            | Final            |
| Idrottare       | Gren          | Längd | Placering | Längd            | Placering        |
| --------------- | ------------- | ----- | --------- | ---------------- | ---------------- |
| Galina Mityaeva | Släggkastning | 51.38 | 47        | Gick inte vidare | Gick inte vidare |

## Judo
Herrar
| Idrottare            | Gren                     | Inledande omgång           | Sextondelsfinal            | Åttondelsfinal            | Kvartsfinal             | Semifinal                  | Återkval 1           | Återkval 2           | Återkval 3           | Final / BM                    | Final / BM       |
| Idrottare            | Gren                     | Motståndare Resultat       | Motståndare Resultat       | Motståndare Resultat      | Motståndare Resultat    | Motståndare Resultat       | Motståndare Resultat | Motståndare Resultat | Motståndare Resultat | Motståndare Resultat          | Placering        |
| -------------------- | ------------------------ | -------------------------- | -------------------------- | ------------------------- | ----------------------- | -------------------------- | -------------------- | -------------------- | -------------------- | ----------------------------- | ---------------- |
| Rasul Boqiev         | Lättvikt (-73 kg)        | i.u.                       | Kibanza (COD) W 0210–0000  | Bilodid (UKR) W 1000–0000 | Si Rg (CHN) W 1110–0001 | Wang K-C (KOR) L 0001–0010 | BYE                  | BYE                  | BYE                  | van Tichelt (BEL) W 0011–0000 | 3                |
| Sherali Bozorov      | Halv mellanvikt (-81 kg) | Denanyoh (TOG) L 0010–0011 | Gick inte vidare           | Gick inte vidare          | Gick inte vidare        | Gick inte vidare           | Gick inte vidare     | Gick inte vidare     | Gick inte vidare     | Gick inte vidare              | Gick inte vidare |
| Nematullo Asranqulov | Mellanvikt (-90 kg)      | i.u.                       | Mammadov (AZE) L 0000–0011 | Gick inte vidare          | Gick inte vidare        | Gick inte vidare           | Gick inte vidare     | Gick inte vidare     | Gick inte vidare     | Gick inte vidare              | Gick inte vidare |

## Simning
- Huvudartikel: Simning vid olympiska sommarspelen 2008

## Skytte
- Huvudartikel: Skytte vid olympiska sommarspelen 2008

## Tyngdlyftning
- Huvudartikel: Tyngdlyftning vid olympiska sommarspelen 2008